# Umbral (álbum)
Umbral es el décimo quinto álbum de estudio oficial de la banda chilena Quilapayún, publicado en 1979.
La última obra, titulada «Américas», fue compuesta por el compositor Gustavo Becerra-Schmidt, y pertenece al género de la cantata.

## Lista de canciones
| N.º | Título                              | Letras           | Música                                                                | Duración |  |
| 1.  | «Arriba en la cordillera»           | Patricio Manns   | Patricio Manns                                                        |          |  |
| 2.  | «El árbol de los libres»            | Pablo Neruda     | Rodolfo Parada                                                        |          |  |
| 3.  | «Ronda del ausente»                 | Fernando Alegría | Hugo Lagos                                                            |          |  |
| 4.  | «Paloma quiero contarte»            | Víctor Jara      | Víctor Jara                                                           |          |  |
| 5.  | «La vida total»                     | Patricio Manns   | Eduardo Carrasco & Pierre Rabbath (orquestación y dirección orquesta) |          |  |
| 6.  | «Discurso del pintor Roberto Matta» | Roberto Matta    | Eduardo Carrasco                                                      |          |  |
| 7.  | «Canción para Víctor Jara»          | Eduardo Carrasco | Eduardo Carrasco                                                      |          |  |
| 8.  | «Américas (cantata popular)»        | Pablo Neruda     | Gustavo Becerra-Schmidt                                               |          |  |

«Discurso del pintor Roberto Matta» es un discurso sobre los derechos humanos que realizó el pintor, pronunciado en el foro sobre la cultura chilena realizado en Toruń, Polonia, en mayo de 1979 y presenciado por connotados intelectuales.

## Créditos
Quilapayún
- Eduardo Carrasco
- Carlos Quezada
- Willy Oddó
- Hernán Gómez
- Rodolfo Parada
- Hugo Lagos
- Guillermo García
- Ricardo Venegas